# 短星菊
短星菊（学名：Brachyactis ciliata）是菊科短星菊属的植物。分布于蒙古、朝鲜、日本、俄罗斯以及中国大陆的陕西、甘肃、河北、内蒙古、山西、黑龙江、辽宁、新疆、宁夏等地，生长于海拔500米至1,500米的地区，一般生长在山谷河滩、山坡荒野及盐碱湿地上，目前尚未由人工引种栽培。